# Izayoi no tsuki, canaria no koi.
Izayoi no tsuki, canaria no koi. (jap. 十六夜の月、カナリアの恋。 Izayoi no tsuki, kanaria no koi.) – szósty album studyjny japońskiej piosenkarki Yukari Tamury, wydany 27 lutego 2008. Wydana została także wersja limitowana zawierająca dodatkowo teledysk do piosenki Chelsea Girl. Utwór Chelsea Girl został wykorzystany w zakończeniach programów radiowych Tamura Yukari no Itazura Kuro Usagi (jap. 田村ゆかりのいたずら黒うさぎ) oraz Kissa Kuro Usagi ~Himitsu no Kobeya~ (jap. 喫茶 黒うさぎ〜秘密の小部屋〜), a Jōgen no tsuki użyto w ich zakończeniach. Album osiągnął 12 pozycję w rankingu Oricon, sprzedał się w nakładzie 21 769 egzemplarzy.

## Lista utworów
| CD  |                                                              |                 |                          |                          |      |
| Nr  | Tytuł                                                        | Słowa           | Kompozycja               | Aranżacja                | Czas |
| 1.  | "Overture ~Secret new moon~"                                 |                 | Masatomo Ōta             | Masatomo Ōta             |      |
| 2.  | "Swing Heart"                                                | Uran            | Masatomo Ōta             | Masatomo Ōta             |      |
| 3.  | "Kataomoi Roulette" (jap. 片思いルーレット Kataomoi Rūretto) | Uran            | Kaoru Ōkubo              | Yoshimasa Kawabata & DUX |      |
| 4.  | "Non-Stopping Train"                                         | marhy           | marhy                    | Yoshimasa Kawabata       |      |
| 5.  | "Hoshizora no Spica" (jap. 星空のSpica)                      | Karen Shīna     | Masatomo Ōta             | Masatomo Ōta             |      |
| 6.  | "Sand Mark"                                                  | Mika Watanabe   | Hideyuki "Daichi" Suzuki | Hideyuki "Daichi" Suzuki |      |
| 7.  | "Petite lumière"                                             | Mika Watanabe   | Jun Ichikawa             | Jun Ichikawa             |      |
| 8.  | "Beautiful Amulet"                                           | Karen Shīna     | Masatomo Ōta             | Masatomo Ōta             |      |
| 9.  | "Interlude ~moonlight flower~"                               |                 | Masatomo Ōta             | Masatomo Ōta             |      |
| 10. | "Oki ni mesu Mama" (jap. お気に召すまま)                     | Manami Fujino   | DUX                      | DUX                      |      |
| 11. | "Chelsea Girl" (jap. チェルシーガール Cherushī Gāru)         | Yukiko Mitsui   | Masatomo Ōta             | Masatomo Ōta             |      |
| 12. | "Koi wa nami no yō ni" (jap. 恋は波のように)                 | Mika Watanabe   | Masatomo Ōta             | Masatomo Ōta             |      |
| 13. | "Jōgen no tsuki" (jap. 上弦の月)                             | marhy           | marhy                    | DUX                      |      |
| 14. | "Happy Life"                                                 | Takeshi Isozaki | Takeshi Isozaki          | Hideyuki "Daichi" Suzuki |      |
| 15. | "Finale ~Sweet full moon~"                                   |                 | Masatomo Ōta             | Masatomo Ōta             |      |
| DVD |                                                              |                 |                          |                          |      |
| Nr  | Tytuł                                                        | Kompozycja      | Aranżacja                | Reżyser                  | Czas |
| 1.  | "Chelsea Girl" (jap. チェルシーガール)                       | Masatomo Ōta    | Masatomo Ōta             |                          |      |